# Aarón Padilla Gutiérrez
Aarón Padilla Gutiérrez (10 de julho de 1942 – 14 de junho de 2020) foi um futebolista mexicano que competiu nas Copa do Mundo FIFA de 1966 e 1970.
Morreu no dia 14 de junho de 2020, aos 77 anos, de COVID-19.